# Huo Guang
Huo Guang (? - 68. pr. Kr.) (tradicionalni kineski: 霍光), kurtoazno ime Zimeng (子孟) bio je kineski državnik iz doba Zapadne dinastije Han koji se često navodi kao jedan od rijetkih primjera u kineskoj povijesti gdje je visoki carski dužnosnik svrgnuo cara radi dobra države, a ne zbog svojih ambicija.
Njegov polubrat je bio znameniti vojskovođa Huo Qubing.